# 卢文焕
盧文煥（?—?）。 好飲酒，喜交遊，時常大開宴席，唐昭宗光化二年（899年）己未科狀元，主考官是禮部侍郎趙光逢。中狀元後還急著遊山玩水。因花費綽闊，日漸貧困，為其友柳璨所恥笑，遂不知所終。